# Florian Paul
Florian Paul (* 1995 in Schwelm) ist ein deutscher Musiker, Komponist und Filmemacher. Bekannt wurde er mit seiner Band Florian Paul & die Kapelle der letzten Hoffnung, die sich zwischen Chanson, Jazz und Pop bewegt.

## Leben
Als Kind begann Paul mit dem Cellospielen, das Instrument auf das sich auch seine Mutter, eine Musiklehrerin, spezialisiert hatte. Nach dem Abitur 2013 war er für zwei Jahre bei dem Off-Theaterprojekt TheaterTotal in Bochum tätig, wo er zunächst eine Ausbildung als Schauspieler anstrebte, dann aber auch als Musiker tätig war. 2015 zog er nach München, wo er bei Gerd Baumann an der Hochschule für Musik und Theater Komposition für Film und Medien studierte.
Mit Nils Wrasse (Saxophon), Giuliano Loli (Keys) formierte sich eine Band, die seit 2019 aktiv ist. Sie nennen sich Florian Paul & Die Kapelle der letzten Hoffnung. Mit seiner Band spielte er Konzerte unter anderem im Tipi am Kanzleramt, in der Bar jeder Vernunft in Berlin und dem Pantheon in Bonn.
Aus einem Musikvideoprojekt zur Begleitung des zweiten Albums der Band entstand unter seiner Regie der mittellange Film Auf Sand gebaut, der im Rahmen des Filmfestivals Max Ophüls Preis 2023 uraufgeführt und später im selben Jahr beim Fünf-Seen-Filmfestival den Short Plus Award erhielt. Am Residenztheater München entwickelte er zusammen mit dem Schauspieler Max Rothbart 2023 das Revueprogramm Jetzt oder Nie. Im Jahr 2025 erschien unter der Regie von Vera Maria Brückner der Dokumentarfilm Endlich unsterblich, der sich dem Musiker Florian Paul und seiner Band nähert und darüber die Schwierigkeiten des Musikerdaseins in Deutschland darstellt.
Er lebt in München.

## Diskographie
Alle mit der Gruppe Florian Paul & die Kapelle der letzten Hoffnung:
- Dazwischen (2019), Millaphon Records
- Auf Sand gebaut (2022), Millaphon Records
- Alles wird besser (2024), Blaue Katze Records

## Filmmusik
- Unheimlich perfekte Freunde (Kinofilm, 2019) – Regie: Marcus H. Rosenmüller
- Sorry Genosse (Dokumentarfilm, Berlinale‑Premiere 2021) – gemeinsam Giuliano Loli und Nils Wrasse
- Auf Sand gebaut (Mittellanger Film, 2023), auch Regie und Drehbuch
- Endlich unsterblich (Dokumentarfilm, 2025) – Regie: Vera Maria Brückner.
- Maloney (Fernsehserie, ab 2025) – Regie: Luca Ribler / Michael Schaerer
- Driving Europe (Dokumentarfilm, 2025) – Regie: Felix Länge

## Auszeichnungen
- Shortlist Rio Reiser Songpreis (2021)
- Fünf-Seen-Filmfestival: Musikfilm Auf Sand gebaut, Short Plus Award (2023)
- Internationale Grenzland-Filmtage Selb: Bester Nachwuchsfilm Auf Sand gebaut (2023)
- Hanns‑Seidel‑Stiftung Nachwuchsförderpreis 2020 (für junge Liedermacher)